# فقد حراري نتيجة تجسير حراري خطي
الفقد الحراري نتيجة تجسير حراري خطي هو كمية فيزيائية مستخدمة عند حساب أداء الطاقة للمباني تظهر في كل من منهجيات المملكة المتحدة والأيرلندية .

## الحساب
يعد حساب الفقد الحراري بسبب التجسير الحراري الخطي بسيطًا نسبيًا ، وفقًا للمعادلة أدناه:
{\displaystyle H_{\text{TB}}=y\sum A_{exp}}
في المعادلة تكون {\displaystyle y=0.08} في حال تم استخدام تفاصيل البناء المعتمدة وإلا فتكون {\displaystyle y=0.15}. {\displaystyle \sum A_{exp}}هو مجموع جميع المساحات المكشوفة لمغلف المبنى.